# Toni Orlandi
Toni Orlandi, pseudonimo di Antonio Orlandino (Firenze, 30 ottobre 1940), è un doppiatore italiano.

## Biografia
Ha dato la voce a molti attori famosi tra i quali James Cromwell, Philip Baker Hall, Brian Cox, Christopher Plummer, Dennis Farina, Jeffrey Tambor, Donald Pleasence e molti altri.
A volte viene accreditato come Tony Orlandi.

## Filmografia parziale

### Televisione
- Marco e Laura dieci anni fa, regia di Carlo Tuzii - miniserie TV (1989)

## Doppiaggio

### Film
- Rance Howard in Vagone letto con omicidio, Rat Race
- Louis Gossett Jr. in Aquile d'acciaio 4
- Donald Pleasence in L'assassino della domenica
- Brian Cox in Sfida per la vittoria
- Philip Baker Hall in The Zodiac
- Christopher Plummer in Furia esplosiva
- Ted Levine in L'ultimo fuorilegge
- Dennis Farina in Colpo grosso a Little Italy
- Robert Harris in Ray
- Bill Treacher in D'Artagnan
- André Hennicke in A Dangerous Method
- John S. Davies in Alamo
- Alan Young in The Time Machine
- Barry Corbin in Ben 10: Alien Swarm
- Jose L. Rodriguez in Signs
- Pedro Villagra in Isola dieci
- Kene Holiday in Stanno tutti bene - Everybody's Fine
- Frank Bettag in The Master
- Rip Torn in Insider - Dietro la verità
- Jon DeVries in Un amore senza tempo
- Julian Glover in Nessuno deve sapere
- Luc Palun in Io, lui, lei e l'asino

### Film d'animazione
- Nonno Max Tennyson in Ben 10 - Il segreto dell'Omnitrix, Ben 10: Destroy All Aliens
- Nezu in Akira (doppiaggio 1992)
- Inuki in Redline
- Un poliziotto in Un mostro a Parigi
- Il nonno di Titeuf in Titeuf - Il film
- Heathcliff in Big Hero 6
- Grande Saggio in Lupin III - Il segreto del Diamante Penombra
- Hans Darahito in Lupin III - Episodio: 0
- Scruffy e Padre Changstien El-Gamahl in Futurama - Il colpo grosso di Bender
- Bartra Lyonesse in The Seven Deadly Sins: Cursed by Light
- Org in Fairy Tail The Movie: Phoenix Priestess

### Serie televisive
- Jeffrey Tambor in Hill Street giorno e notte
- Colin MacLachlan in Hornblower
- David Delve in Elizabeth I
- John Mahoney (st. 6-11) in Frasier
- Lane Smith (st. 1) in Lois & Clark - Le nuove avventure di Superman
- Rod Arthur in Prehistoric Park
- Tony Ramos in Diadorim
- Luis De Mozos in Maria Maria
- Roberto Ballesteros in María Mercedes
- James Cromwell in Salem's Lot

### Cartoni animati
- Nonno Max Tennyson in Ben 10, Ben 10 - Forza aliena, Ben 10: Ultimate Alien, Ben 10: Omniverse, Ben 10 (2016)
- Braccio di Ferro in Collericamente vostro "Braccio di Ferro", Le nuove avventure di Braccio di Ferro e nei cortometraggi cinematografici
- Morchia in Biker Mice da Marte
- Bartra Lyonesse in The Seven Deadly Sins
- Spike in Tom & Jerry Kids (st. 2-4)
- Genma Saotome in Ranma ½ (ep.51-161, edizione televisiva)
- Prof. Tadashi Sakurada in GTO - Great Teacher Onizuka
- Grande Orso in Insieme a Rosie
- Daisuke Oozaru in Sasuke, il piccolo ninja
- Ahman Hassan in Uomo Tigre II
- Voce narrante in Sbarbino il pirata
- Prof. Leonard in Tommy & Oscar
- Allenatore Francia in Holly & Benji Forever
- Mori in Dna²
- Nonno in Heidi
- Heatcliff in Big Hero 6 - La serie
- Org (2^ voce) in Fairy Tail